# Аманнепесов, Нурмухаммед Какабаевич
Нурмухаммет Какабаевич Аманнепесов (род. 1965, с. Кельтеминар, Турткульский район, Каракалпакская Автономная Советская Социалистическая Республика, Узбекская ССР, СССР) — туркменский политик, министр здравоохранения и медицинской промышленности Туркменистана.

## Биография
Родился в 1965 году в селе Кельтеминар Турткульского района Каракалпакской Автономной Советской Социалистической Республики Узбекской ССР.
Окончив в 1988 году Туркменский государственный медицинский институт, получил специальность врача-кардиохирурга.
По окончании вуза работал в Институте сердечно-сосудистой хирургии имени А. Н. Бакулева клиническим ординатором.
По возвращении в 1990 году в Туркменистан до 1992 года работал в Ашхабадском Научно-исследовательском институте профилактической и клинической медицины сердечно-сосудистым хирургом. С 1992 по 1995 год обучался в аспирантуре этого же института. В 1996 — 1998 годах работал сначала научным сотрудником, потом ведущим научным сотрудником отделения хирургии Научно-исследовательского института профилактической и клинической медицины.
В 1998 — 2002 годах — кардиохирург хирургического отделения Международного медицинского центра имени С. А. Ниязова.
В 2002 — 2003 годах работал заместителем генерального директора по организации лечебно-профилактической работы дирекции международных медицинских центров Министерства здравоохранения и медицинской промышленности Туркменистана.
В 2003 — 2009 годах — генеральный директор дирекции международных медицинских центров Министерства здравоохранения и медицинской промышленности Туркменистана.
В 2009 году — заместитель министра здравоохранения и медицинской промышленности Туркменистана по организации лечебно-профилактической помощи.
С 2010 по 2013 год занимал должность генерального директора дирекции центров инфекционных болезней Министерства здравоохранения и медицинской промышленности Туркменистана.
С февраля по июль 2013 года заведовал отделом здравоохранения Управления делами Аппарата Президента и Кабинета Министров Туркменистана.
5 июля 2013 года назначен министром здравоохранения и медицинской промышленности Туркменистана.

## Награды
- Медаль «Махтумкули Фраги»
- Юбилейная медаль «Независимый, Вечный Нейтральный Туркменистан»
- Медаль «25 лет Независимости Туркменистана»